# Ерзунов, Виктор Иванович
Виктор Иванович Ерзунов (15 апреля 1926 — 29 сентября 2010) — советский партийный и государственный деятель. Первый секретарь Пензенского горкома КПСС в 1964—1986 годах.

## Биография
Родился и вырос и начал трудовой путь в г. Кузнецке Пензенской губернии (ныне — Пензенской области).
В 1941—1943 годах — слесарь завода «Кузтекстильмаш». В 1943—1953 годах — мастер, сменный диспетчер, заведующий планово-распределительным бюро, председатель завкома завода «Кузтекстильмаш» (г. Кузнецк Пензенской области).
В 1953—1957 гг. — секретарь, затем второй секретарь Кузнецкого горкома КПСС. В 1957—1962 гг. — первый секретарь Кузнецкого горкома КПСС (г. Кузнецк Пензенской области).
В 1962 году — председатель Областного совета профсоюзов (Облсовпрофа) Пензенской области (ныне — Федерация профсоюзов Пензенской области).
В годы разделения Пензенского областного исполнительного комитета Совета Народных Депутатов (Облисполкома) на промышленный и сельский, был единственным в истории Пензенской области председателем Пензенского промышленного областного исполнительного комитета Совета Народных Депутатов с декабря 1962 года по декабрь 1964 года. Его предшественником и преемником на этом посту был Г. Л. Смирнов, который в годы разделения облисполкомов руководил Пензенским сельским областным исполнительным комитетом Совета Народных Депутатов.
С 22 декабря 1964 года по 24 июля 1986 года — первый секретарь Пензенского горкома КПСС. Руководил городом больше 20 лет. Пензенским горисполкомом при нём руководил А. Е. Щербаков в 1965—1984 годах. Пост второго секретаря Пензенского горкома КПСС в 1970—1985 годах занимал В. Ф. Грудзенко.
В 1986—1987 годах — начальник Пензенского областного управления Гострудсберкасс СССР.
В 1987 году — начальник Управления Сберегательного банка СССР по Пензенской области.
После выхода на пенсию жил в г. Пензе.
Скончался 29 сентября 2010 года в Пензе на 85-м году жизни.
Похоронен на Новозападном кладбище г. Пензы.

Памятник на могиле Виктора Ерзунова на Новозападном кладбище Пензы

## Советские выборные должности
- Депутат Верховного Совета РСФСР 6-го (1963—1967 гг.) созыва.
- Делегат пяти съездов КПСС: XXIII-го (1966 г.), XXIV-го (1971 г.), XXV-го (1976 г.), XXVI-го (1981 г.) и XXVII-го (1986 г.).
- Член бюро Пензенского обкома КПСС и Пензенского горкома КПСС.

## Награды и звания
- Три ордена Трудового Красного Знамени.
- Орденом Дружбы народов.
- Медали.
- Почётный гражданин города Пензы (29 мая 2001).
- Почётный гражданин Пензенской области (1 июня 2001).
- Памятный знак «За заслуги в развитии города Пензы» (2008)[1].